# POP3
POP3 står for Post Office Protocol version 3

(PostKontorProtokol version 3)
POP3 bruges til at hente post fra en e-mail server til ens egen computer gennem TCP/IP-protokollen. At hente post på denne måde kaldes populært at poppe sin konto.
POP3, SMTP og IMAP virker alle gennem en internet-forbindelse.
POP3 er en hent-protokol (klienten henter data fra serveren), hvorimod SMTP er en send-protokol (klienten sender data til serveren uden at blive forespurgt).
En stor forskel mellem SMTP og POP3 er, at SMTP ikke kræver nogen form for identifikation såsom brugernavn og kodeord. Dette gør SMTP ubrugelig til at hente beskeder.
POP3 virker over TCP-porten 110.